# Charpac
Charpey és un municipi francès situat al departament de la Droma i a la regió d'Alvèrnia-Roine-Alps. L'any 2007 tenia 1.201 habitants.

## Demografia

### Població
El 2007 la població de fet de Charpey era de 1.201 persones. Hi havia 438 famílies de les quals 93 eren unipersonals (58 homes vivint sols i 35 dones vivint soles), 116 parelles sense fills, 202 parelles amb fills i 27 famílies monoparentals amb fills.
La població ha evolucionat segons el següent gràfic:
Habitants censats

### Habitatges
El 2007 hi havia 507 habitatges, 442 eren l'habitatge principal de la família, 40 eren segones residències i 25 estaven desocupats. 455 eren cases i 49 eren apartaments. Dels 442 habitatges principals, 323 estaven ocupats pels seus propietaris, 113 estaven llogats i ocupats pels llogaters i 7 estaven cedits a títol gratuït; 3 tenien una cambra, 23 en tenien dues, 51 en tenien tres, 104 en tenien quatre i 261 en tenien cinc o més. 347 habitatges disposaven pel capbaix d'una plaça de pàrquing. A 151 habitatges hi havia un automòbil i a 270 n'hi havia dos o més.

### Piràmide de població
La piràmide de població per edats i sexe el 2009 era:
| Homes | Edats   | Dones |
| ----- | ------- | ----- |
| 0     | 95 o +  | 4     |
| 4     | 90 a 94 | 0     |
| 4     | 85 a 89 | 4     |
| 16    | 80 a 84 | 8     |
| 20    | 75 a 79 | 12    |
| 12    | 70 a 74 | 28    |
| 20    | 65 a 69 | 12    |
| 28    | 60 a 64 | 12    |
| 32    | 55 a 59 | 28    |
| 32    | 50 a 54 | 48    |
| 32    | 45 a 49 | 16    |
| 32    | 40 a 44 | 24    |
| 28    | 35 a 39 | 44    |
| 40    | 30 a 34 | 52    |
| 32    | 25 a 29 | 8     |
| 16    | 20 a 24 | 8     |
| 44    | 15 a 19 | 20    |
| 36    | 10 a 14 | 16    |
| 32    | 5 a 9   | 36    |
| 24    | 0 a 4   | 16    |

## Economia
El 2007 la població en edat de treballar era de 756 persones, 567 eren actives i 189 eren inactives. De les 567 persones actives 538 estaven ocupades (302 homes i 236 dones) i 30 estaven aturades (12 homes i 18 dones). De les 189 persones inactives 64 estaven jubilades, 68 estaven estudiant i 57 estaven classificades com a «altres inactius».

### Ingressos
El 2009 a Charpey hi havia 447 unitats fiscals que integraven 1.182,5 persones, la mediana anual d'ingressos fiscals per persona era de 18.329 €.

### Activitats econòmiques
Dels 45 establiments que hi havia el 2007, 1 era d'una empresa alimentària, 4 d'empreses de fabricació d'altres productes industrials, 14 d'empreses de construcció, 10 d'empreses de comerç i reparació d'automòbils, 1 d'una empresa de transport, 1 d'una empresa d'informació i comunicació, 1 d'una empresa financera, 1 d'una empresa immobiliària, 2 d'empreses de serveis, 5 d'entitats de l'administració pública i 5 d'empreses classificades com a «altres activitats de serveis».
Dels 11 establiments de servei als particulars que hi havia el 2009, 1 era una oficina de correu, 2 tallers de reparació d'automòbils i de material agrícola, 3 paletes, 2 lampisteries, 2 electricistes i 1 perruqueria.
Dels 2 establiments comercials que hi havia el 2009, 1 era una botiga de menys de 120 m² i 1 una fleca.
L'any 2000 a Charpey hi havia 53 explotacions agrícoles que ocupaven un total de 912 hectàrees.

## Equipaments sanitaris i escolars
El 2009 hi havia 2 escoles elementals integrades dins de grups escolars amb les comunes properes formant escoles disperses.

## Poblacions més properes
El següent diagrama mostra les poblacions més properes.